# Blitzkrieg Bop
"Blitzkrieg Bop" es una canción del grupo de punk rock The Ramones aparecida en el primer álbum de la banda, Ramones, de 1976. Este tema es considerado un hito no solo del punk, sino también del rock and roll en general.
La canción fue escrita principalmente por el baterista de la banda, Tommy Ramone, y fue una de las más populares debido al repetitivo coro que comenzaba la canción con "Hey! Ho! Let's go!". Hoy en día es el lema principal de la banda, con ritmos pegadizos al estilo punk rock clásico.
"Blitzkrieg Bop" es, según muchos, la primera canción del género punk rock, inspirando a otros grupos del mismo estilo o derivados de la época y a los que estaban por venir. También aparece en el número 92 de la Lista de Rolling Stone de las 500 mejores canciones de todos los tiempos.
La canción ha sido versionada por muchos artistas, como Beartooth, Agnostic Front, Rob Zombie, Pennywise, The Beautiful South, Babyshambles, Screeching Weasel, Sodom, Cataract, Die Toten Hosen (con la colaboración de Joey Ramone), Jason Mraz, Green Day, The Casualties y Foo Fighters, entre otros.
La canción también aparece en el videojuego de música Rock Band y es la canción principal de películas como Spiderman: Homecoming y Jimmy Neutrón: El niño genio.